# Graafschap Mark
Het graafschap Mark was een tot de Nederrijns-Westfaalse Kreits behorend graafschap binnen het Heilige Roomse Rijk. Het was gelegen tussen Recklinghausen, de rijksstad Dortmund, het Münsterland, het graafschap Limburg (Lenne), het hertogdom Westfalen en Berg, het graafschap Gimborn, de kloosters Werden en Essen. In de middeleeuwen was de graaf van der Mark een der belangrijkste en machtigste vorsten in Westfalen.

## Geschiedenis

### Het ontstaan van het graafschap
In 1160 deelt Adolf II van Berg zijn graafschap Berg tussen 2 van zijn zonen Eberhard I van Berg-Altena 1e graaf van Altena en Engelbert I van Berg. Na Eberhards dood in 1180 verdelen twee van zijn zonen het graafschap, Arnold van Altena stichter van de tak Isenberg-Limburg en Frederik I van Berg-Altena de stamvader van de tak Van der Mark (of Marck of La Marck). De naam is ontleend aan de burcht Mark bij Hamm.
De graven Mark bouwen hun bezit verder uit. In 1243 wordt de koningshof Unna verworven. De in 1226 gestichte stad Hamm ontwikkelt zich in de loop der tijd tot residentie van de graven.
In de Slag bij Woeringen van 1288 streed graaf Everhard I van der Mark aan de zijde van het hertogdom Brabant en zijn verwanten, de graven van Berg, tegen de aartsbisschop van Keulen. De slag eindigde met een overwinning van Brabant en de Mark kon zich nu politiek onafhankelijk van Keulen opstellen.
In 1318 wordt de heerlijkheid Ardey verworven, maar het lukt niet om in 1368 het graafschap Arnsberg te verwerven.

### Het graafschap in personele unie met Kleef (1391-1521)
Adolf III van der Mark, zoon van Adolf II van der Mark en Margaretha van Kleef, erft in 1368 via zijn moeder het graafschap Kleef en in 1391 van zijn broer Engelbert III het graafschap Mark. De vereniging is nog niet definitief, want de graafschappen zijn van 1394 tot 1398 weer gescheiden. De broers Adolf IV in Kleef en Dirk in de Mark. In 1398 erft Adolf het graafschap Mark. Adolf wordt in 1417 tot hertog van Kleef wordt verheven. In 1444 sluit Soest zich bij het graafschap aan tijdens de Soester Strijd. Na 1461 worden Kleef en de Mark als een eenheid bestuurd.

### Het graafschap in personele unie met Kleef, Berg en Gulik (1521-1609)
Hertog Jan III verwerft door zijn huwelijk met Maria van Gulik, erfdochter van Willem II van Gulik-Berg, in 1511 het hertogdom Gulik, het hertogdom Berg en het graafschap Ravensberg. Na de dood van zijn vader in 1521 wordt hij ook hertog van Kleef en graaf van de Mark, zodat hij dan vijf vorstendommen in zijn hand verenigt. Een huwelijk met Anna van Kleef, een dochter uit deze belangrijke familie, is dan ook voor koning Hendrik VIII van Engeland politiek van belang. Willem V van Kleef volgt zijn vader op in 1539. In 1609 sterft de mannelijke lijn van de dynastie uit met hertog Jan Willem.

graafschap Mark
wapen van 1368 tot 1521
wapen van 1521 tot 1539
wapen van 1539 tot 1543
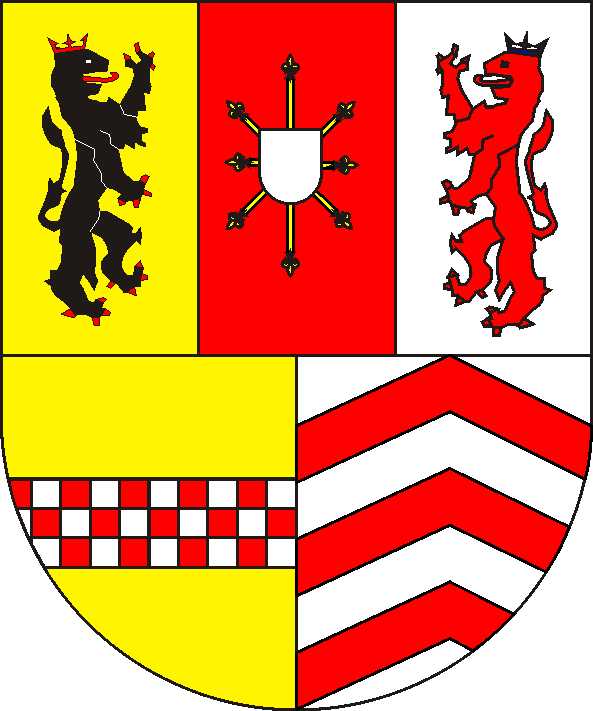
wapen van 1543 tot 1609

zie ook Wapen van Gulik-Kleef-Berg

### De Gulik-Kleefse successiestrijd (1609-1614)
Aan de vooravond van de Dertigjarige Oorlog speelt zich de Gulik-Kleefse Successieoorlog af, waarbij de religieuze component een belangrijke rol speelt. In 1614 wordt met het verdrag van Xanten een oorlog voorkomen. Het hertogdom Kleef en de graafschappen Mark en Ravensberg komen aan de keurvorst van Brandenburg en de hertogdommen Berg en Gulik aan de paltsgraaf van Palts-Neuburg. De laatste was tijdig katholiek geworden om steun te krijgen tegen de protestantse keurvorst van Brandenburg.

### Het graafschap onder het huisHohenzollern(1614-1807)
Het rijksgraafschap (Hohen-)Limburg wordt door de keurvorst van Brandenburg praktisch ingelijfd. Anderzijds wordt de heerlijkheid Gimborn in 1630 van het graafschap afgesplitst.

### Het graafschap na 1807
Na de Pruisische nederlagen van 1806 en 1807 moet Pruisen in de Vrede van Tilsit in 1807 al zijn gebieden ten westen van de Elbe afstaan. Mark wordt dan bij het groothertogdom Berg gevoegd. Na de napoleontische nederlagen van 1812 en 1813 wordt het graafschap door het Congres van Wenen in 1815 weer bij het koninkrijk Pruisen gevoegd.

## Administratieve indeling omstreeks 1750
- ambt Altena
- ambt Blankenstein
- ambt Bochum
- gerecht Bodelschwing
- heerlijkheid Bodelschwing
- gerecht Buddenberg
- gerecht Castrop
- ambt Hamm
- gerecht Hemer
- gerecht Herbede
- ambt Hörde
- gerecht Horst
- ambt Iserlohn
- ambt Kamen
- gemeenschappelijk ambt Lippstadt (gemeenschappelijk met graafschap Lippe tot 1850, daarna aan Mark/Pruisen) )
- ambt Lünen
- gerecht Mengede
- ambt Neuenrade
- ambt Plettenberg
- ambt Schwerte
- stad Soest met de Soester Börde (eigenlijk geen deel van Mark)
- gerecht Stiepel
- ambt Unna
- gerecht Valbert (gemeenschappelijk met hertogdom Westfalen)
- ambt Wetter
- gerecht Witten

ontleend aan de historische atlas: https://web.archive.org/web/20160307223227/http://www.lwl.org/westfaelische-geschichte/kar-zoom/1750-l.html

## Administratieve indeling sinds 1753
- Kreis Altena
- Kreis Hamm
- Kreis Hörde
- Kreis Wetter
- stad Soest met de Soester Börde (eigenlijk geen deel van Mark)